# Protopsychoda nadiae
Protopsychoda nadiae är en tvåvingeart som beskrevs av Azar, Nel, Solignac, Paicheler och Philippe Bouchet 1999. Protopsychoda nadiae ingår i släktet Protopsychoda och familjen fjärilsmyggor.
Artens utbredningsområde är Libanon. Inga underarter finns listade i Catalogue of Life.